# تشارلز شوفيل
تشارلز شوفيل (بالإنجليزية: Charles Chauvel) (و. 1897 – 1959 م) هو مخرج أفلام، ومنتج أفلام، وكاتب سيناريو، ومونتير أسترالي، ولد في وارويك، توفي في سيدني، عن عمر يناهز 62 عاماً، بسبب نوبة قلبية.

## وصلات خارجية
- تشارلز شوفيل على موقع IMDb (الإنجليزية)
- تشارلز شوفيل على موقع ألو سيني (الفرنسية)
- تشارلز شوفيل على موقع أول موفي (الإنجليزية)
- تشارلز شوفيل على موقع قاعدة بيانات الأفلام السويدية (السويدية)
- تشارلز شوفيل على موقع قاعدة بيانات الفيلم (الإنجليزية)
- تشارلز شوفيل على موقع كينوبويسك (الروسية)